# Panggung Rawi
Panggung Rawi is een bestuurslaag in het regentschap Cilegon van de provincie Banten, Indonesië. Panggung Rawi telt 9518 inwoners (volkstelling 2010).